# پایانی نیست
پایانی نیست (به لهستانی: Bez końca) نام یک فیلم لهستانی به کارگردانی کریشتوف کیشلوفسکی است. این فیلم در سال ۱۹۸۴ ساخته‌شده‌است.

## داستان فیلم
«داریوس» (بارتسیسی)، کارگر جوانی است که به‌خاطر سازماندهی یک اعتصاب در دوره حکومت نظامیِ «ژنرال یاروزلسکی» در لهستان به دادگاه احضار می‌شود. «آنتونی» (رادزیویلوویچ)، وکیل مصالحه‌ناپذیر او در جریان محاکمه به‌طرز مشکوکی می‌میرد. جانشین او، «لابرادور» (باردینی)، دفاع از موکلش را به جریان مصالحه و توافق می‌کشاند. «داریوس» برای تبرئه شدن و پیوستن مجدد به خانواده‌اش، ناچار می‌شود فعالیت‌های خود را در جنبش همبستگی انکار کند و «لابرادور» با تدبیرهای عملی و زیرکانه‌اش، ترتیب تبرئه او می‌دهد. در همین حال «اولاً» (ساپولوفسکا)، همسرِ «داریوس» که نومید و سرگردان است، تجربه‌های مختلفی را از سر می‌گذراند، به دیدار یک هیپنوتیست می‌رود، با یک توریست آشنا می‌شود و با او رابطه برقرار می‌کند، اما هیچ‌یک خاطره همسرش را محو نمی‌کنند…

## دربارهٔ فیلم
فیلمی متعلق به دوره پیش از شهرت جهانی کیشلوفسکی که با فیلمی کوتاه دربارهٔ قتل (۱۹۸۸) آغاز شد. اثری غنی و قابل تأمل که حاوی دل‌مشغولی‌های تکرار دشوار آشتی با زندگی را طی می‌کنند («اولاً» مثل پیش‌درآمدی برای شخصیت ژولیت بینوش در رنگ آبی، ساخته خود کیشلوفسکی، ۱۹۹۳، به نظر می‌رسد) و مسئله مرگ، رمز و رازش و تأثیری که بر دنیای زندگان می‌گذارد. یکی از تلخ‌ترین و سیاسی / اجتماعی داستان برجسته است، ولی کیشلوفسکی آشکارا امید چندانی به راه حل‌های کوتاه مدت ندارد. قهرمان او، وکیلی است مأیوس از سازوکار عدالت انسانی که مرگ را ترجیح می‌دهد و کیشلوفسکی با سپردن بخش‌هائی از فیلم به این راوی مرده، حال و هوای غریبی به فیلمش می‌بخشد.